# Космос-2163
Космос-2163 — советский спутник оптической разведки Земли серии космических аппаратов «Космос», тип Дон (Орлец-1, 17Ф12). Выведен на орбиту ракетой-носителем «Союз-У2».

## Первоначальные орбитальные данные спутника
- Перигей (км) — 174
- Апогей (км) — 331
- Период обращения вокруг Земли (мин.) — 89,3
- Угол наклона плоскости орбиты к плоскости экватора Земли — 64,8°